# Пловдивски тепета
Пловдивските тепета са едновременно геоложки феномен, природна забележителност и символ на град Пловдив, придаващ му неповторим облик и атмосфера. До тях водят удобни и добре поддържани пътища, което ги прави леснодостъпни за посещение и наблюдение. По тепетата са запазени много археологически обекти.

## Геоложко развитие, състав и местоположение
Шестте сиенитни хълма, известни като Пловдивските тепета, представляват геоморфоложки образувания, изградени от магмени скали, дълбоко застинали в земните недра преди повече от 70 млн. г. през Ларамийската нагъвателна фаза. Надморската им височина е между 160 и 270 м. Намират се в градската част на Пловдив. През 1996 г. хълмовете Младежки хълм, Данов хълм и Хълм на освободителите са обявени за природни забележителности. Те попадат в пределите на Маришката тектонска зона, по която Средногорската структурна зона се отделя от Родопския масив.
Съставът на скалите на хълмовете значително се различава. Това затруднява точното им класифициране към една група, но основният им елемент е сиенит. Главните скалобразуващи минерали са плагиоклаз, калиев фелдшпат, кварц, амфибол и биотит. В по-малки количества присъстват и минералите апатит, титанит, магнетит, циркон и ортит. В процесите на промяна са се формирали вторични минерали – епидот, хлорит, серицит и др.
Над земната повърхност е разположена малка част – едва 2 кв. км – от общия размер на цялото скално тяло, което в дълбочина е разположено на площ над 50 кв. км.
Под земната повърхност телата на тепетата са много по-широки. Те са свързани и оформят рамката на пловдивския сиенитен плутон. На макроскопско ниво скалата е от среднозърнеста до едрозърнеста, със светъл цвят и масивна текстура. В геоморфоложко отношение пловдивският плутон не е застинал. Старите скали, покриващи сиенитите, се разрушават от ерозия. От плутона се разломяват и разкъсват огромни блокове, които са различно издигнати. Това са процеси, започнали преди 20 млн. г., действащи и до днес, които продължават да променят релефа на масива. Най-високо разположен е централният блок, южно от река Марица.

## Експлоатация
През вековете хълмовете са третирани като каменни кариери, което се отразява пагубно върху три от тях – Лаут тепе, Марково тепе и хълмът Каменица са напълно разрушени. Катастрофални са последствията и върху Младежкия хълм, в резултат на експлоатацията му като кариера за добив на сиенит в периода от 1907 г. до 1932 г. Лошите последици от тази дейност са с дълготраен характер: образуват се дълбоки пукнатини в скалите, които довеждат до появата на свлачища с особено големи размери. Последното такова е от 1995 г. За противодействие още през 1933 г. инженери залесяват изкуствено кариерата, което обаче води до друга вреда – променя се характерът на местната флора и фауна. За това допринасят също водопроводът и пътят, чието изграждане започва през същата година. Подобна съдба имат и другите тепета. Понастоящем Лаут тепе е превърнато в нерегламентирано крайградско сметище, тъй като не се намира в централната градска част като другите възвишения и не попада сред интересните туристически маршрути.

## Списък на хълмовете
Хълмовете представляват колоритна гледка, тъй като се извисяват сред равното поле на Горнотракийската низина. Те са емблемата на Пловдив – един от най-древните градове в Европа. Въпреки че понастоящем хълмовете попадат в оживен градски район, те са дом на редки видове растения и животни.
Към средата на XVII в. през Пловдив преминал турският пътешественик Евлия Челеби, който е оставил сведения за девет тепета в града. 
1. Джендем тепе (на турски: адски хълм/далечния хълм);
2. Бунарджик (от османската дума бунар (кладенец));
3. Сахат тепе (на турски означава Часовников хълм);
4. Таксим тепе (на арабски означава „разпределяне“);
5. Джамбаз тепе (на турски означава „хълм на въжеиграчите“);
6. Небет тепе (от турската дума „невбет“, т.е. „стража“);
7. Марково тепе (разрушено)
8. Алтъ тепе (разрушено)
9. Лаут тепе (разрушено)

### Спорни
В миналото части от днешните хълмове са били описвани като самостоятелни възвишения.
- Валели тепе – част от Небет тепе
- Топлар тепе – част от Сахат тепе